# Marc Monnet (compositeur)
Pour les articles homonymes, voir Marc Monnet.
Œuvres principales
- Bibilolo 1997/2000
- Bosse, crâne rasé, nez crochu 1998/2000

Marc Monnet né le 11 mars 1947 à Paris est un compositeur français.

## Biographie
Après des études musicales classiques, du Conservatoire de National de Paris jusqu'à la Musikhochschule de Cologne avec Mauricio Kagel, Marc Monnet est un compositeur difficilement classable. Résolument contemporain, inventeur inépuisable, il passe d'une écriture instrumentale classique, à la recherche la plus décapante pour un opéra qui ne possède plus que le nom, en passant par l'exploitation sonore proposée par le domaine électronique, jusqu'aux transformations réalisées à l'Institut de recherche et coordination acoustique/musique (IRCAM).
Il a collaboré avec Jean Louis Barrault pour la musique de son spectacle inaugural du Théâtre du Rond-Point à Paris,  avec Dominique Bagouet qui reprend ses musiques pour son ballet en création à l'Opéra de Paris (Garnier) et le titre d'une de ses oeuvres Fantasia Semplice, avec Karine Saporta pour la musique d'un film pour le Musée d'Orsay Le Cirque, avec Jean-Christophe Maillot pour un nouveau ballet intitulé Opus 50.
Ayant constitué une compagnie en 1985 au nom de Capu Mortuum afin de faire un travail sur la forme opéra, qui donnera plusieurs spectacles dont Fragments dans cadre du festival Musica de Strasbourg, et du festival d'automne à Paris, il est directeur artistique du festival Le printemps des arts de Monte-Carlo jusqu'en 2021.
Particulièrement attiré par la musique de chambre (10 quatuors, 3 trios, des pièces solistes…), il a beaucoup travaillé avec l’électronique dont sa seule pièce entièrement électronique pour Les Percussions de Strasbourg (Bibilolo) qui fera l’objet d’un disque, mais aussi d’un spectacle en 2020 par Arno Fabre.
Il compose plusieurs concertos écrits pour violoncelle, violon, piano.
Il collabore étroitement avec de nombreux interprètes comme F.F.Guy, Marc Coppey, François Xavier Roth, et de nombreux ensembles et orchestres.
Il reçoit un Coup de cœur de Musique Contemporaine 2017 de l'Académie Charles-Cros pour Œuvres Orchestrales, proclamé le 3 janvier 2018 lors de l’émission Le concert du soir d’Arnaud Merlin sur France Musique.

## Œuvres

### Musique de chambre

#### Soli
- Premier regard  2001 - 35 minutes  Accordéon et électronique
- Fantasia oscura  1989 - 12 minutes Pour contrebasse
- De quelque chose qui pourrait être autre chose, sans savoir vraiment s'il s'agit de la chose elle-même…  1989 - 21 minutes pour violoncelle  Terzo  1987 - 10 minutes pour violoncelle
- Chant  1984 - 10 minutes pour violoncelle
- Fantasia semplice  1980 - 16 minutes pour Violoncelle
- Fantasia bruta  1982 - 12 minutes pour alto
- Fantasia dolorosa  1982 - 6 minutes pour violon
- Succédané spéculatif de boîte  1978 - 9 minutes pour clavecin moderne
- En pièces Livre 1  2007 - environ 30 minutes pour piano
- En pièces Livre 2  2010 - 19 minutes pour piano
- Imaginary travel  1996 - 20 minutes pour piano et système électronique
- La joie du gaz devant les croisées  1980 - 8 minutes pour piano
- Le cirque  1986 - 6 minutes Six pièces pour saxophone alto et une pièce pour saxophone ténor ou cor de basset  Saxophone contrebasse ou clarinette contrebasse
- Babioles  1992 - 19 minutes Six pièces pour saxophone alto et une pièce pour saxophone ténor ou cor de basset
- Strange  1989 - 6 minutes pour clarinette mib
- Piccolo canto d'amore  1985 - 3 minutes pour flûte Piccolo

#### Duos
- nut nut nut nut  2019 - 6 minutes flûte et piano
- chants de l'aube  2008 - 25 minutes voix et piano
- Intermèdes (tulipes, acrobates, chatouillement)  1999   - 20 minutes deux pianos avec ou sans électronique
- Eros Machina  1978 - 13 minutes pour 2 guitares électriques (solo et basse) et bande magnétique
- Mélodie  1986 - 9 minutes Soprano et clarinette contrebasse
- Boites en boite à musique à système  1977 - 13 minutes pour deux pianos

#### Trios
- Bibilolo  1997/2014 Pour trois pianistes et six claviers M.I.D.I.  Trio n°1 avec piano  1999 - 16 minutes Violon, violoncelle, piano  trio n°2 avec piano  2008 - 33 minutes violon, violoncelle, piano  Trio n°3  2012 - 30 minutes Violon, violoncelle, piano et électronique (ad libitum)  Magari!  1983 - 10 minutes Violon, violoncelle, piano  Chansons imprévues  1992 - 30 minutes Soprano, clarinette(s) et contrebasse

#### Quatuors

##### Vents
- Open   1994 10 minutes pour 4 trombones et système électronique
- Rigodon  1985 8 minutes pour 4 cors

##### Cordes
- quatuor n°1 (« Les ténèbres de Marc Monnet »)  1985 - 16 minutes quatuor à cordes
- quatuor n°2 (Close)   1993 / 1994 21 minutes quatuor à cordes
- quatuor n°3 (Close-up)  1998 10 minutes quatuor à cordes
- quatuor n°4 (Closeness)  1998 15 minutes quatuor à cordes
- quatuor n°5  2000 22 minutes quatuor à cordes
- quatuor n°6  2007 35 minutes quatuor à cordes
- quatuor n°7  2009 30 minutes quatuor à cordes
- Quatuor n°8  2014 15 minutes quatuor à cordes
- Quatuor n°9 avec voix  2017/2018 23 minutes quatuor à cordes  5 mouvements

#### Quintettes
- Chant fêlé  1996 Flûte, clarinette, violon, violoncelle, piano et système électronique
- Musique(s) en boite(s) à retour à ...  1977 13 minutes pour haute-Contre, 2 pianos, 2 percussions  Texte extrait de "DIE HEIMKER" de H. HEINE

#### Sextuor
- Bibilolo  1997/2000 - 60 minutes six percussions électroniques  Les Violons bleus  1987 - 4/8 minutes pour six violons

#### Autres
- Ti,ci,ti,ti,timptru  variations pour soli et orchestre  2019/20 - 25'  nomenclature :1 flûte (aussi piccolo), 1 hautbois 2 clarinettes (jouant aussi contrebasse), 1 basson (jouant aussi contrebasson), 1 cor, 1 trompette, 1 trombone 3 percussions 1 piano 1 harpe Quintette à cordes : 2 violons, 1 alto, 1 violoncelle, 1 contrebasse. 1 banjo
- trusse trousse tucu tulu lutu  2019 -  24' environ  nomenclature : Chœur mixte (Sopranos, mezzo-soprano ou contralto, ténors, basses) 2 clarinettes sib (aussi clarinettes basse), 1 cor, 1 trombone, 2 percussions, 1 contrebasse, orgue et bruits
- Epaule cousue,bouche ouverte, coeur fendu  2007 - environ 31'  nomenclature : pour voix d’alto,violon solo (intermèdes) fl, hb,cl, clB, fg (et Cte.fag),cor, trp, trb,  1 percussion, 1 clavier midi, piano (jouant aussi un second clavier midi ou cette partie peut être jouée par le clavier midi 1 avec deux claviers),  4 vl, 2 al, 2 vlc ,1 cb
- Bosse, crâne rasé, nez crochu  1998/2000 - 45 minutes  nomenclature : pour piano et ensemble (19 instruments) en quatre mouvements, avec "intermèdes" pour deux pianos  piano solo, 1,1,1,clb,1,1,1, 2 perc, cl.midi,2,2,2,1,1 et transformations en temps réel
- Mouvements, autres mouvements  2006 - 26 minutes pour Cor solo et ensemble en 9 mouvements et 4 intermèdes  Nomenclature : Cor solo,cl, ClB,2 bn,1 cor,2 trp, 2 trb,1 tuba, 1 perc., 1 piano,2al, 2 vlc.1 cb
- Chants Ténus  1992 - 20 minutes pour 23 musiciens et système informatique  nomenclature : 3 cl,1 clB,4 bn,4 cors,1 vl,4 al,4 vlc,2 cb et système informatique
- La scène  1982 - 8 minutes pour 17 musiciens  nomenclature : org, 2vla, 2vlc, cb à 5 cordes  2.0.1.2 – 0.0.1.0 – 2 perc-pno-cel-org-hpe – 0.0.2.2.1  L'autre scène  1983 pour 13 musiciens  nomenclature : clB,bn,cbn,4vla,4vlc,2cb à 5 cordes, 2pic,clB,bn,cbn,trb,2perc,hp,pno,cél  0.0.1.2 – 0.0.0.0 – 0.0.4.4.2
- Siècle Pierre Tombeau  1985 -pour 11 musiciens  nomenclature : fl(s), htb, cl(s), bn(s), cor, cordes (2.0.2.1.1)
- Wa - Wa  1987 - 14 minutes pour 8 musiciens  nomenclature : 4 cors, 4 trb
- Patatras  1984 - 10 minutes pour 8 musiciens  nomenclature : cl, bn, 2vla, 2vlc, 2cb à 5 cordes
- Fragments  1990-1993 - 85'  pour solistes et 25 musiciens  nomenclature :2 sopranos solos, 5 acteurs, 0.0.4.4. - 4..0.0.0 – synth – 1.1.4.4.2 et système informatique système informatique de traitement du signal en temps réel

### Musique d'orchestre
- concerto pour violon mouvement, imprévus, et... pour orchestre, violon et autres machins  2013 - 27 minutes  nomenclature : violon solo, 4 flûtes (aussi 1 piccolo), 4 hautbois, 4 clarinettes sib (dont deux aussi clarinettes basse), 4 bassons (dont deux aussi contrebasson), 4 cors, 4 trompettes, 4 trombones (dont deux aussi trombones basses), tuba, piano, timbales, 2 percussions, violons, altos, violoncelles, contrebasses) et appeaux : vanneau, lièvre, merle, ramier, bec figue, chevreuil, perdrix grise, courlis, coq de bruyère, scotch duck, lapin
- concerto pour violoncelle Sans mouvement, sans monde  2010 - 32 minutes  pour violoncelle et orchestre  en 4 mouvements avec « esquisses » et « ersatz »  nomenclature : 4.3.7.4 – 4.4.4.1 – timb-3 perc-pno- 15.15.12.12.8
- Bouts de bribes brisées (1994-1995)  11 séquences entre 1 et 14 minutes (1994-1995) - 58 minutes. nomenclature : 0.0.3.3 - 4.3.4.0 – timb – perc - 8.8.8.8.4

### Opéra
- Pan  2000/2004 - 80 minutes

### Autres

#### Musiques de film
- Chaînes/Bouts de bribes brisées  1994/95 - 75 minutes
- Le Cirque  1986 - 7 minutes  Réalisateur : J.Rabaté, Chorégraphie: Karine Saporta

#### Musique pour disque
- Berceuse du vent, des cloches et de l'ogre endormi  1991 - 3 minutes 10 secondes Sons synthétiques   Albin Michel – LL 1101 - Series:Livre/Laser – CD, Compilation 1991 illustrated by Corneille

#### Musique vocale
- Equivoque  1987 - 7 minutes pour trois sopranos